# Берарди, Марко
Марко Берарди (итал. Marco Berardi; род. 12 февраля 1993, Сан-Марино) — сан-маринский футболист, защитник.

## Карьера

### Клубная карьера
С 2013 года играл в клубе «Фольгоре/Фальчано», за который выступал шесть лет. Всего в составе команды принял участие в 102 матчах чемпионата Сан-Марино, забив один гол. Завершил карьеру футболиста в 2019 году.

### Карьера в сборной
5 сентября 2015 года дебютировал в официальных матчах в составе национальной сборной Сан-Марино в матче против сборной Англии в рамках отборочного турнира чемпионата Европы 2016 года. Всего в составе сборной принял участие в восьми матчах.